# هيرب شامبرز
هيرب شامبرز (بالإنجليزية: Herb Chambers)‏ هو شخصية أعمال أمريكي، ولد في 15 نوفمبر 1941 في دورشستر ‏ في الولايات المتحدة.